# ベイジル・ポールドゥリス
ベイジル・ポールドゥリス（Basil Poledouris, 1945年8月21日 - 2006年11月8日）は、アメリカ合衆国の映画音楽作曲家。
テレビシリーズ「宇宙大作戦」の数話に端役として出演したことがある。

## 主な作品
- ビッグ・ウェンズデー Big Wednesday （1978年）
- 青い珊瑚礁 The Blue Lagoon（1980年）
- コナン・ザ・グレート Conan the Barbarian （1982年）
- 青い恋人たち Summer Lovers（1982年）
- キング・オブ・デストロイヤー/コナンPART2 Conan the Destroyer（1984年）
- 若き勇者たち Red Dawn（1984年）
- アメリカ万才 Protocol（1984年）
- グレート・ウォリアーズ/欲望の剣 Flesh + Blood （1985年）
- アイアン・イーグル Iron Eagle（1986年）
- ノーマンズ・ランド No Man's Land（1987年）
- ロボコップ RoboCop （1987年）
- 傷だらけの青春 Split Decisions（1988年）
- 戦場 Farewell to the King （1989年）
- レッド・オクトーバーを追え! The Hunt for Red October （1990年）
- イントルーダー　怒りの翼 Flight of the Intruder（1990年）
- ホワイト・ファング White Fang（1991年）
- ブルー・ラグーン Return to the Blue Lagoon（1991年）
- ハーレーダビッドソン&マルボロマン Harley Davidson and the Marlboro Man（1991年）
- ウインズ Wind (1992年)
- ロボコップ3 Robocop 3（1993年）
- フリー・ウィリー Free Willy （1993年）
- ホット・ショット2 Hot Shots! Part Duex（1993年）
- ジャングル・ブック Rudyard Kipling's The Jungle Book （1994年）
- 沈黙の要塞 On Deadly Ground （1994年）
- シリアル・ママ Serial Mam（1994年）
- フリー・ウィリー2 Free Willy 2 （1995年）
- 暴走特急 Under Siege 2: Dark Territory （1995年）
- ダンク・ブラザース/脱線ファンにご用心 Celtic Pride （1996年）
- ラスト・パーティ It's My Party （1996年）
- ブレーキ・ダウン Breakdown （1997年）
- スイッチバック 追跡者 Switchback （1997年）
- スターシップ・トゥルーパーズ Starship Troopers （1997年）
- レ・ミゼラブル Les Misérables （1998年）
- 恋するための3つのルール Mickey Blue Eyes （1999年）
- ラブ・オブ・ザ・ゲーム For Love of the Game （1999年）
- ウーマン ラブ ウーマン If These Walls Could Talk 2 （2000年） ※テレビ映画
- セシル・B/ザ・シネマ・ウォーズ Cecil B. Demented （2000年）
- クロコダイル・ダンディー in L.A. Crocodile Dundee in Los Angeles （2001年）
- レジェンド 三蔵法師の秘宝 天脈傳奇 （2002年）
- ブッチ&サンダンス/伝説のアウトロー The Legend of Butch & Sundance （2006年） ※テレビ映画